# Sant Pere Pescador
Sant Pere Pescador és un municipi de la comarca de l'Alt Empordà al centre del golf de Roses de 18 km² amb una població de poc més de dos milers d'habitants. Aquest nombre es pot multiplicar per cinc els mesos d'estiu. L'agricultura i el turisme en són els dos motors econòmics. Altres indrets d'interès són la Casa Caramany, el Castell de Sant Pere (segle xiv), la capella de Sant Sebastià (dels segles XVII-XVIII), el Cortal Gran, masia del segle xvii.

## Història
A principi dels anys setanta, i amb motiu d'unes obres en una casa particular, es van descobrir les restes d'un enterrament tardoromà (segle IV dC), format per una tomba coberta amb tègules romanes i unes restes òssies al seu interior. Aquesta troballa juntament amb diversos fragments de tègules de tipus romà i altres materials coetanis utilitzats per reomplir alguns dels murs de l'església parroquial, fan pensar que el nucli ja era poblat en aquest període. D'una etapa posterior és la descoberta, prop de la carretera que uneix Castelló d'Empúries i Sant Pere Pescador, d'una necròpolis alt-medieval de tipus indígena (s. IX dC) formada per un conjunt de tombes cobertes amb lloses de pissarra.
La primera vegada que apareix esmentat el municipi, ho fa amb l'antic topònim Villa Militiano. Es tracta de dos documents judicials promoguts pel comte d'Empúries, Gausbert, el 913 on hi deia: Villa Militiano quem vocat Sancto Petro, és a dir Vila Milicià anomenada Sant Pere. La gran influència del monestir de Sant Pere de Rodes, que comptava amb nombroses possessions al municipi, fou la causa que el nom del poble acabés derivant en el topònim de “Sancto Petro” al que s'afegeix el determinatiu Piscatoris, probablement per diferenciar-lo del monestir. A principis del segle xi el municipi ja és conegut amb la denominació de Sant Pere Pescador. Al segle xii es construeix el fort o força, àrea emmurallada que protegeix l'església, el cementiri i la major part de la població. Al segle xiv el noble Ponç de Caramany es casa amb la també noble Elionor de Requesens, hereva aquesta última de nombroses propietats a la comarca, entre aquestes a Sant Pere Pescador on fixen la residència i exerceixen com a amos i senyors de l'indret. El 1370 la família Caramany adquireix un pati a l'interior de la Força de Sant Pere que convertiren en la seva casa pairal.

## Geografia
- Llista de topònims de Sant Pere Pescador (orografia: muntanyes, serres, collades, indrets; hidrografia: rius, fonts; edificis: cases, masies, esglésies, etc).

El municipi té 6 km de platges sorrenques; aquest litoral va des de l'actual desembocadura del riu Fluvià al nord fins a l'antiga desembocadura al sud, coneguda com el Riuet o Riu vell, a tocar Sant Martí d'Empúries. Una part important del municipi, unes sis-centes Ha aproximadament, s'integra dins el Parc Natural dels Aiguamolls, no en va el territori de Sant Pere, d'origen al·luvial, és constituït en gran part per antics estanys i maresmes. L'origen de les seves terres és el que fa del municipi un espai de gran valor agrícola essent la fruita dolça i en especial les pomeres, l'activitat agrícola principal de Sant Pere Pescador. En aquest sentit cal destacar la presència d'una important cooperativa.
La demografia però, no reflecteix l'increment de població durant l'estiu donat que els set càmpings i part d'un vuitè incrementen la població en més de 10.000 habitants.
El Fluvià és un riu que prové de la comarca de la Garrotxa i aboca les seves aigües al mar dins el municipi de Sant Pere Pescador, després de recórrer el territori al llarg de 97 km. És un riu mediterrani, que si bé a l'estiu pot tenir un cabal molt baix, als mesos de pluja, sobretot a la tardor i la primavera, aquest pot créixer molt i de manera sobtada. El Fluvià, junt amb la Muga, amb la seva aportació de sediments, van anar configurant una gran plana deltaica antecessora de la plana empordanesa actual. Originàriament el riu Fluvià, just passada la vila, enfilava paral·lel a la costa per anar a desembocar molt més al sud, just a tocar l'indret de Sant Martí d'Empúries. A partir de mitjans del segle xviii s'estableix el seu traçat actual. La vida de Sant Pere Pescador sempre ha estat intrínsecament lligada al Riu Fluvià, que ha garantit la qualitat agrícola de les terres del municipi, l'abastament d'aigua a la població en l'antiguitat, les activitats nàutiques al municipi o la connexió directe amb el mar. El Fluvià ha estat, també, motiu de preocupacions i maldecaps. Maldecaps per les dificultats per creuar-lo que els habitants tenien antigament i preocupacions per les freqüents inundacions que provocaven les seves avingudes.
Inicialment, l'única manera de travessar el riu era a través d'una barca; posteriorment es van construir diferents passeres. Finalment, el 1923 s'iniciaren les obres per construir un pont, conegut com el pont vell que fou destruït durant la guerra civil i substituït pel pont actual. La història de Sant Pere Pescador és farcida d'episodis de destrosses provocades per les crescudes del riu, que el 1421, a finals del segle xvii i l'any 1740 va destruir cases i conreus. L'any 1932 el riu va inundar tot el poble i el deixà incomunicat.
Als inicis dels anys 80 es canalitza el riu i es construeixen les actuals motes que eviten les violentes inundacions.
Actualment el Fluvià, integrat dins el Parc Natural dels Aiguamolls, representa un dels atractius turístics de la vila, amb unes ribes de gran valor ecològic. És un indret idoni per a l'observació d'aus i vegetació de ribera.

### Demografia

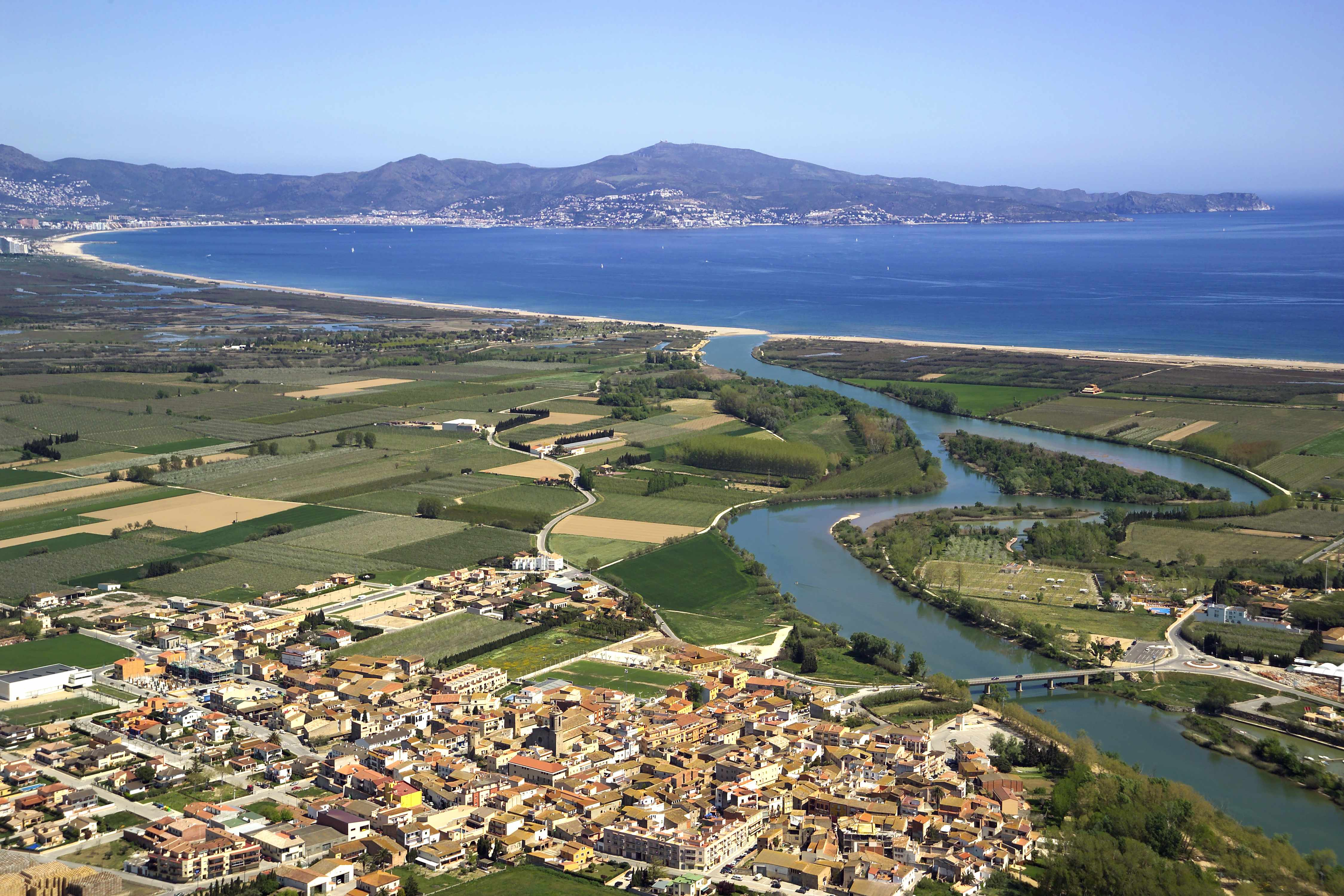
Vista aèria de Sant Pere Pescador

| Entitat de població | Habitants (2023) |
| Sant Pere Pescador  | 1.825            |
| Bon Relax           | 227              |
| Mas Sopes           | 70               |
| Font: Idescat       |                  |

| 1497 f | 1515 f | 1553 f | 1717 | 1787 | 1857 | 1877 | 1887  | 1900  | 1910  |
| ------ | ------ | ------ | ---- | ---- | ---- | ---- | ----- | ----- | ----- |
| 70     | -      | 80     | 470  | 937  | 990  | 887  | 1.037 | 1.058 | 1.118 |

| 1920  | 1930  | 1940  | 1950  | 1960 | 1970 | 1981  | 1990  | 1992  | 1994  |
| ----- | ----- | ----- | ----- | ---- | ---- | ----- | ----- | ----- | ----- |
| 1.123 | 1.088 | 1.029 | 1.073 | 963  | 987  | 1.045 | 1.289 | 1.218 | 1.218 |

| 1996  | 1998  | 2000  | 2002  | 2004  | 2006  | 2008  | 2010  | 2012  | 2014  |
| ----- | ----- | ----- | ----- | ----- | ----- | ----- | ----- | ----- | ----- |
| 1.330 | 1.379 | 1.428 | 1.577 | 1.618 | 1.804 | 1.970 | 2.033 | 2.161 | 2.138 |

| 2016  | 2018  | 2020  | 2022  | 2024  | 2026 | 2028 | 2030 | 2032 | 2034 |
| ----- | ----- | ----- | ----- | ----- | ---- | ---- | ---- | ---- | ---- |
| 2.134 | 2.039 | 2.090 | 2.079 | 2.241 | -    | -    | -    | -    | -    |

## Llocs d'interès

### Església Parroquial de Sant Pere

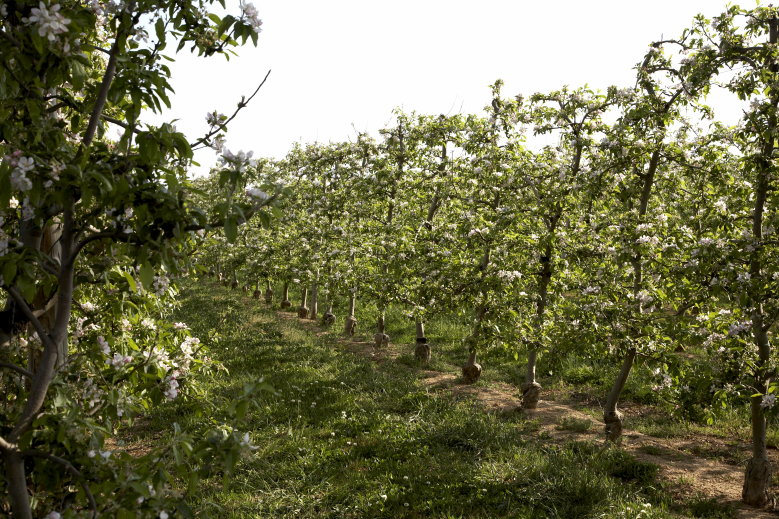
Explotació agrícola

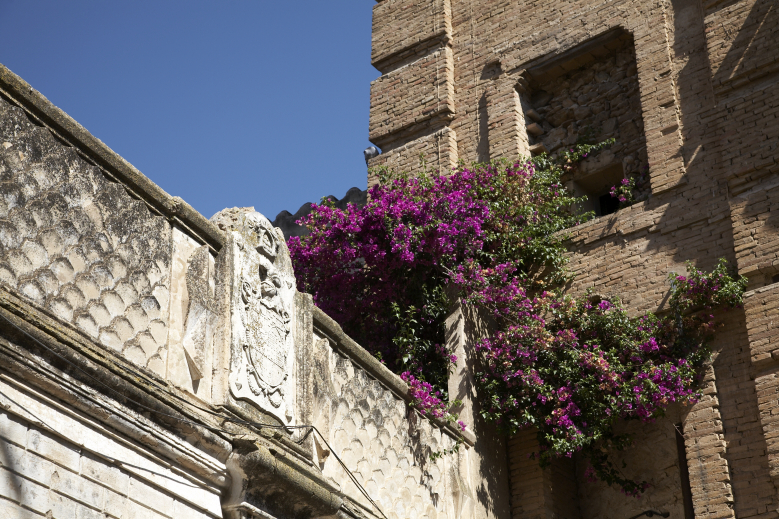
Casa Caramany

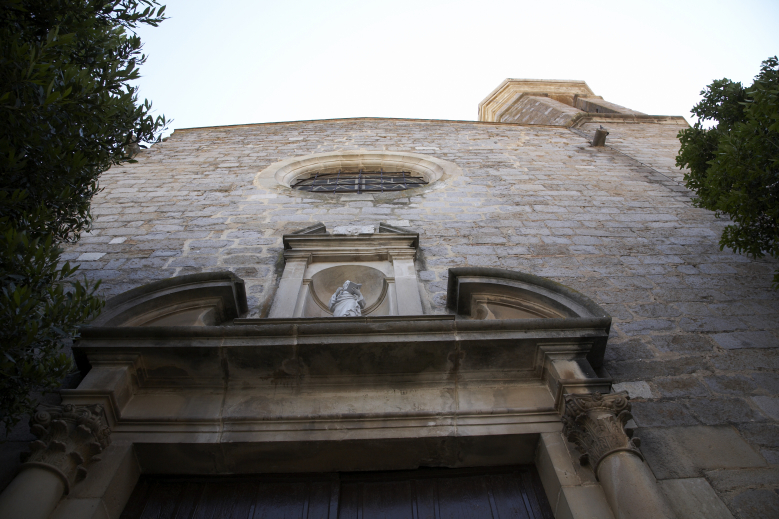
Església de Sant Pere, edificada sobre una d'anterior romànica

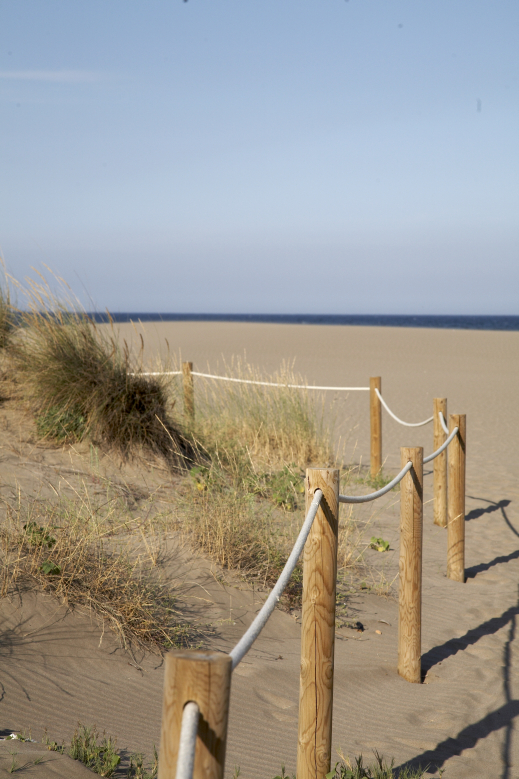
Platja de Sant Pere Pescador

L'església parroquial actual fou construïda a partir del 1682 just damunt de l'antiga església romànica del poble que havia sigut enderrocada. Dedicada a Sant Pere, és d'estil barroc senzill, amb planta de creu llatina, una sola nau d'absis poligonal i amb diferents capelles laterals. A banda i banda de la porta d'accés de la façana principal hi trobem dues columnes d'estil corinti amb una petita capelleta al damunt. L'església havia comptat amb tres retaules barrocs esculpits en fusta, d'important valor artístic. Desgraciadament el temple fou saquejat durant la guerra civil (1936-1939). Pràcticament tot el que hi havia fou destruït i llençat al riu.

### La Cooperativa de Sant Pere
El conreu de la fruita dolça, especialment poma i en particular la varietat Golden, és la principal activitat agrícola del municipi. Sant Pere Pescador és un dels municipis productors de pomes més importants del país, amb una producció anual de 12 milions de quilos. Des del 1970, bona part dels productors del municipi s'agrupen al voltant de la Cooperativa Fructícola Empordà, dedicada a la producció integrada de fruita dolça, especialment poma. A través de la producció integrada es pretén oferir un producte de màxima qualitat amb el mínim ús de productes químics possible, garantint així una producció respectuosa amb el medi ambient i de gran rendibilitat. El procés comença al camp on es porta un acurat control de la qualitat de la fruita i dels fruiters, per una banda per prevenir plagues i malalties i per l'altra per a collir la fruita en el seu punt òptim de maduració. Un cop collida la fruita, es calibra (es classifica en funció de la mida) i es sotmet a un bany de tractament per evitar malalties, com ara fongs, durant el seu emmagatzematge. Un cop assecada, la fruita es guarda en cambres frigorífiques separades segons la seva varietat i en atmosfera controlada per evitar-ne l'oxidació i l'excés de maduració. La fruita és envasada en caixes, segons la varietat i el calibre; aquest procés es fa manualment i de forma constant per assegurar que cada peça es troba en les condicions més òptimes. El procés permet treure al mercat una fruita de gran qualitat. La majoria de poma que surt de la Cooperativa Fructícola Empordà S.L. es ven al mercat espanyol tot i que hi ha una part que es destina a l'exportació cap a diferents països europeus.

### La Plaça Major
Com a quasi tots els pobles, la vida social de Sant Pere Pescador sempre s'ha articulat al voltant de la Plaça Major on es trobaven diferents establiments comercials i la font. En aquest espai s'hi desenvolupaven, fins fa ben poc, la majoria d'actes destacats de la vila: mercats, sardanes, fires, festes i tot tipus d'esdeveniments socials. El creixement de la població dels últims anys i el turisme han fet que l'espai sigui massa reduït per alguns actes. Per aquesta raó s'han traslladat a altres emplaçaments del poble, tot i que la Plaça Major segueix tenint un paper destacat en la vida social del poble. Un dels edificis emblemàtics de la plaça és Can Trona.

### La Platja de Sant Pere Pescador

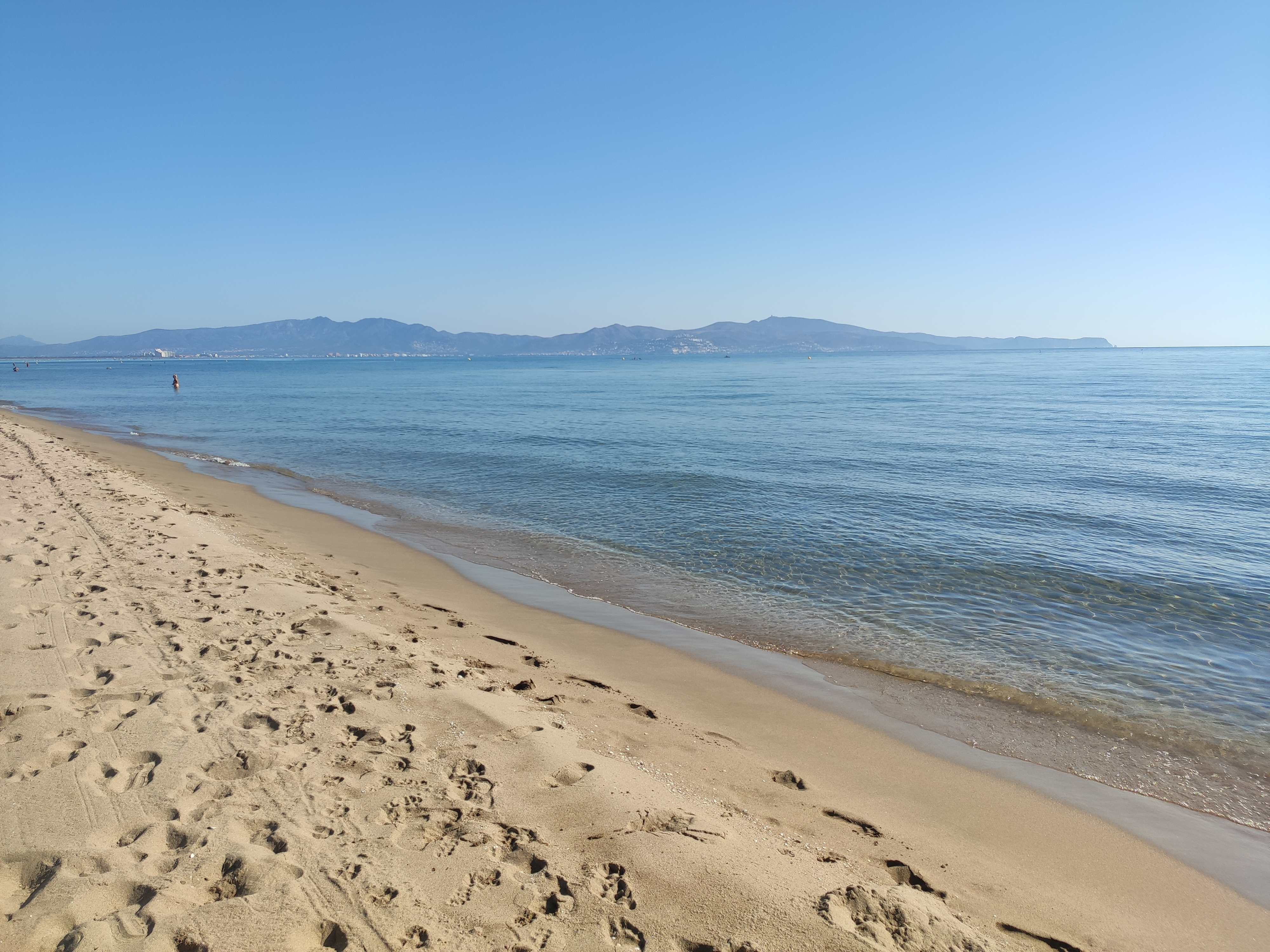
Des de la Platja de La Cagarra, mirant cap a Roses

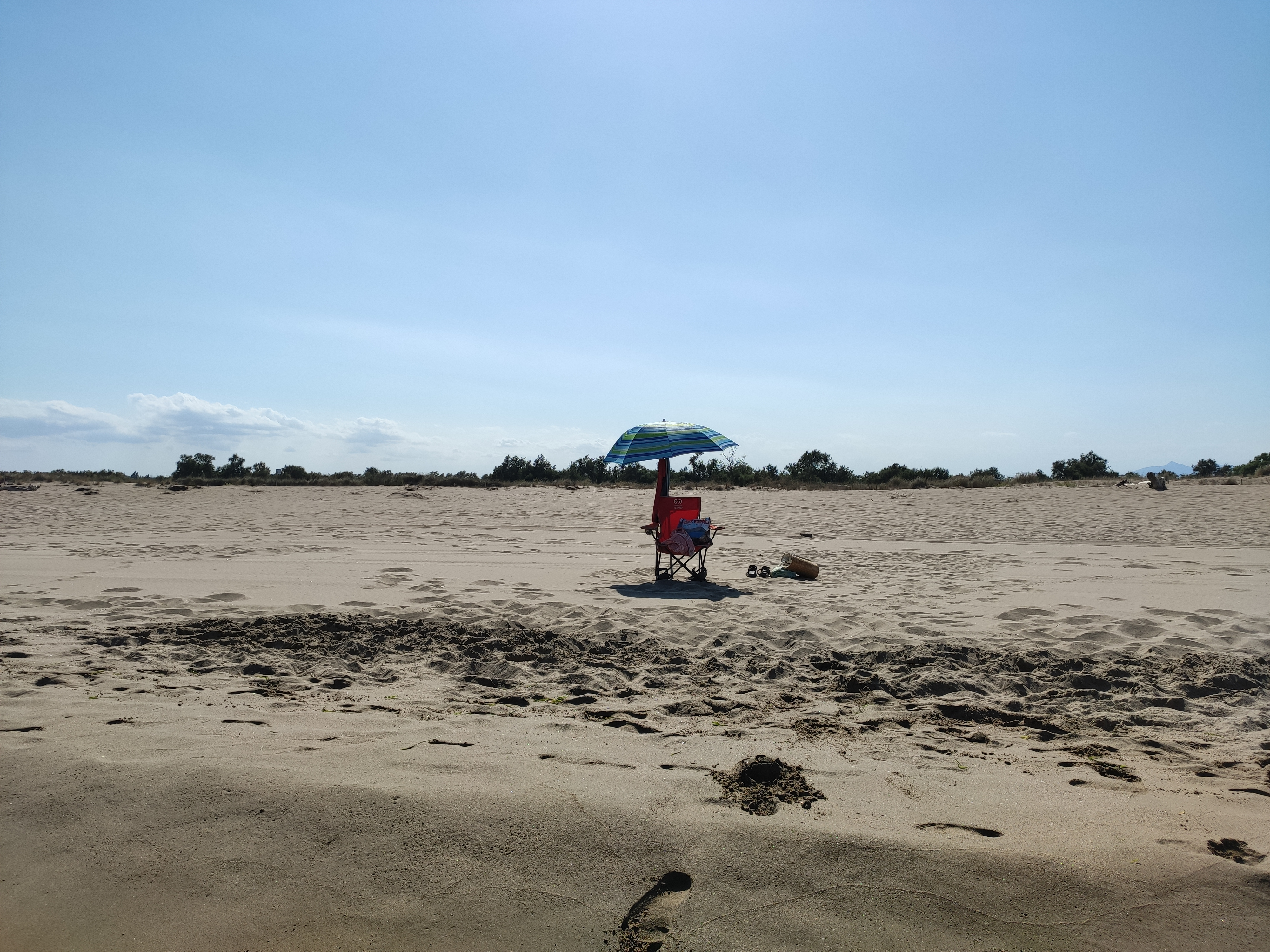
Part central de la Platja de La Cagarra

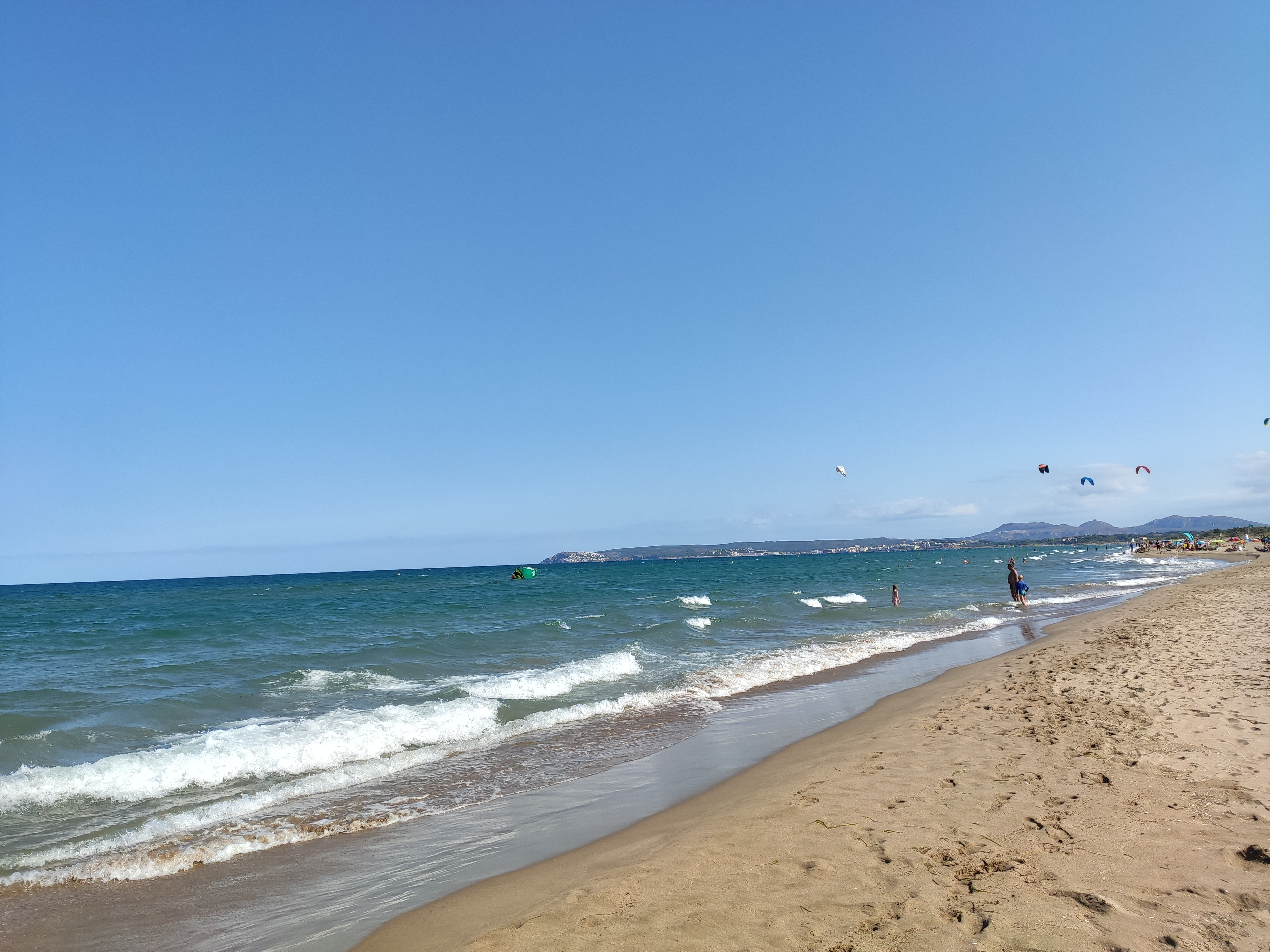

La platja del municipi té una longitud d'uns 6300 m i una amplada remarcable, de 20 a 50 m aproximadament, tot i que es redueix de forma considerable quan l'afecten les llevantades. Se situa a la part central del Golf de Roses, considerat com una de les badies més boniques del món, la qual cosa li confereix un encant especial. S'estén, de sud a nord, des de la desembocadura del riu El Riuet, que fa frontera amb el municipi de L'Escala fins a la del Riu Fluvià, límit natural amb Castelló d'Empúries. El tram central de la platja es troba aproximadament a 1,5 km del nucli urbà i és de fàcil accés tant a peu, com en bicicleta, com en ciclomotor, com en automòbil. El vent hi bufa sovint, la qual cosa la converteix en un indret perfecte no només per al bany sinó també per a la pràctica dels esports aquàtics, especialment el surf, el surf de vela o windsurf i el surf d'estel o kitesurf. De fet, aquesta platja és sovint la seu de competicions d'aquests esports, tant nacionals com internacionals.
La platja de Sant Pere està dividida en diferents zones, la seva nomenclatura de sud a nord és la següent: 
Platja del Riuet  
Platja Cortal de la Devesa  
Platja Cortal de la Vila  (popularment coneguda com a Platja de La Cagarra, on es practica i tolera el nudisme) 
Platja Cal Cristià  
Platja Can Sopa  
Platja Can Nera  
Platja Can Martinet  
Platja La Gola
A la part més oriental de la platja hi ha la zona d’especial valor natural i paisatgístic que forma part del Parc Natural dels Aiguamolls de l'Empordà amb l’accés rodat restringit i amb prohibició d'accés a les zones de regeneració dunar separades amb tanques de fusta i corda. Aquesta àrea engloba els termes de la platja de Can Martinet i la platja de la Gola.

### Altres llocs d'interès
- Muralles (segle XV)
- Mas de Guillem Joan (segle XVI)
- El Cortal Gran (segle XVII)
- Ajuntament (segle XIX)

## Fills il·lustres
- Tomàs Sunyer (1762-1821) compositor musical que es va italianitzar en anar a viure a Liorna